# Nototriche clandestina
Nototriche clandestina är en malvaväxtart som först beskrevs av Rodolfo Amando Philippi, och fick sitt nu gällande namn av Arthur William Hill. Nototriche clandestina ingår i släktet Nototriche och familjen malvaväxter. Inga underarter finns listade i Catalogue of Life.